# Artur Pieniążek
Artur Pieniążek (ur. 28 maja 1968 w Głogowie) – polski szachista, mistrz międzynarodowy od 1992 roku.

## Kariera szachowa
W drugiej połowie lat 80. należał do czołówki polskich juniorów. W roku 1984 zdobył w Poznaniu złoty medal mistrzostwach kraju do 17 lat, w 1986 (w Miętnych) – srebrny w grupie do 19 lat, natomiast w 1987 (ponownie w Miętnych) – złoty w kategorii do 19 lat. W 1984 zwyciężył (przed Janem Pisulińskim) w turnieju juniorów w Warszawie oraz zajął III miejsce w Sas van Gent. W 1985 był drugi w Słupsku, natomiast w 1987 podzielił II miejsce w Hallsbergu. W 1988 reprezentował Polskę na mistrzostwach Europy juniorów w Groningen, dzieląc IX-XIII miejsce. W tym samym roku zajął III miejsce międzynarodowym turnieju w Rostocku. W 1990 wystąpił w narodowym zespole na akademickich drużynowych mistrzostwach świata, uzyskując najlepszy wynik w drużynie (6 pkt w 9 partiach) oraz zdobył w Bydgoszczy brązowy medal drużynowych mistrzostw Polski (w barwach "AZS Politechniki" Wrocław). W 1991 zdobył w Poznaniu złoty, natomiast w 1994 w Głogowie – srebrny medal drużynowych mistrzostw Polski w szachach błyskawicznych. W 1996 zdobył  w Augustowie drugi brązowy medal drużynowych mistrzostw Polski, reprezentując klub "Chrobry" Głogów, jak również zdobył w Opolu srebrny medal mistrzostw Polski w szachach szybkich. W 2001 podzielił III miejsce w turnieju kołowym Olomouc Inline Cup w Ołomuńcu.
Najwyższy ranking w karierze osiągnął 1 stycznia 1994 r., z wynikiem 2435 punktów dzielił wówczas 9-15. miejsce wśród polskich szachistów.